# Warframe
Warframe — гра з вільним доступом із видом від третьої особи в жанрі стрілянки для одноосібного чи спільного грання, розроблена компанією Digital Extremes для PlayStation 4, Xbox One, Microsoft Windows, Nintendo Switch (станом на грудень 2022 року відкрито бета-тестування для iOS, надалі додасться Android.
Гравці керують бойовими «воєнними оболонками» (warframe, ворфрейм), звідки й назва.

## Ігровий процес

### Основи
Гра розрахована як на одноосібне проходження, так і на спільне грання в загоні до чотирьох осіб, які співпрацюють для знищення ворогів і виконання поставлених завдань. Вони відіграють роль тенно — змінених Порожнечею і навчених бійців, які можуть керувати біороботами, що називаються ворфреймами. Ворфрейми мають в арсеналі 3 види озброєння:
- основна зброя (гвинтівки, рушниці, снайперські гвинтівки, гранатомети тощо);
- допоміжна зброя (пістолети, пістолети-кулемети, малі рушниці, кидальна зброя тощо);
- холодна зброя (мечі, посохи, сокири, молоти, коси, чакри тощо).

### Гра з вільним доступом, внутрішньоігрові придбання, ринок спільноти
Гра повністю безкоштовна. Будь-яку зброю, ворфрейми та інше спорядження (або їхні креслення) можна придбати в ігровій крамниці за ігрові кредити або ж здобути під час гри. Деякі креслення, компоненти чи спорядження потребує тривалого збору ресурсів або виконання завдань (через імовірність випадіння того чи іншого складника). Але гравець має можливість придбати відсутні складники чи готове спорядження за платину — преміальну валюту Warframe, яку можна придбати за реальні гроші або ж отримати за продаж певного спорядження чи модифікаторів. Для цього Warframe має розвинену систему внутрішнього обміну між гравцями. Спільнота створила спеціальний сайт-застосунок Warframe Market, де можна дізнатися середню ціну на наявні у вас предмети.

### Єдність
За виконання різноманітних дій (убивство ворогів, виконання завдань, розблокування мапи) ворфрейми, зброя та багато іншого спорядження отримують особливий досвід — єдність, яка поліпшує їхню взаємодію з тенно. Окрім цього, підвищення рівня єдності до максимального (для ворфреймів та більшості спорядження це 30-й рівень, але для деяких видів озброєння — 40-й) також збільшує рівень майстерності тенно — це рівень досвіду профіля гравця. З досягненням певних етапів гравець має скласти іспит на наступний рівень майстерності. Кожен рівень збільшує можливості для щоденних активностей тенно, а за досягнення певних рівнів тенно отримають у нагороду надзвичайно корисні предмети.

### Модифікатори
Завдяки підвищенню рівня єдності спорядження отримує поліпшення базових характеристик і збільшення місткості для модифікаторів — це особливі поліпшення, які надають ворфреймам, супутникам, зброї тощо ще більше поліпшення характеристик або ж повну їхню зміну. Зараз Warframe має понад 1 000 неповторних модифікаторів. Глибока система модифікації та розуміння її дії є однією з найважливіших механік гри, яка дозволяє просуватися далі. Використання системи модифікації дозволяє комфортно проходити будь-яким ворфреймом практично будь-яке завдання на будь-якому рівні складності.
В інтернеті є безліч посібників і навіть платформ, які містять інструкції щодо наборів модифікаторів для кожного ворфрейма та спорядження. До прикладу, на overframe.gg можна вибрати потрібного ворфрейма й побачити, які модифікатори потрібні для загальної збірки чи під певні потреби.

### Паркур
Ворфрейми можуть стрибати, бігати, ковзати та перекочуватися, бігти по стінах, чіплятися за них, відштовхуватися й стрибати вище, виконувати гвинтові стрибки й прицілюватися в повітрі, сповільнюючи час — перед гравцями відкривається величезний простір для паркуру, який допомагає швидше пересуватися рівнями завдання, уникати зіткнення з ворогом чи ухилятися від ворожого вогню, а також отримувати доступ у потаємні області.

### Завдання
У грі присутня величезна кількість різноманітних завдань, які розкидані по всій Материнській системі (ігрова назва Сонячної системи): планетах, супутниках, зорельотах-блукачах, мандрівних фортецях, Порожнечі тощо. Іноді основна ціль може змінитися протягом виконання завдання, або ж може додатися другорядна ціль.
Завдання можуть бути з кінцевою метою й завершуватися, коли всі (або більшість) учасники загону дістаються точки евакуації, або ж нескінченними, коли гравці можуть грати стільки, скільки протримаються.

#### Завдання з кінцевою метою
- Визволення — потрібно знайти заручника й супроводити його до точки евакуації.
- Викрадення — потрібно взяти під контроль ядро ґрінерського зорельота класу «Фомор» чи всюдихід Корпусу і провести його шляхом до точки евакуації.
- Винищення — потрібно вбити визначену кількість ворогів.
- Захоплення — потрібно захопити важливу ціль та дістатися евакуації.
- Знищення лігва — потрібно знайти лігва зараження та знищити їх.
- Мобільна оборона — потрібно взяти носій даних і пронести його по кількох терміналах. Вставивши носій у термінал, гравець повинен протягом певного проміжку часу захищати термінал від знищення, потім рушати до наступного.
- Саботаж — потрібно знайти ціль (реактор, термінал) і саботувати її дію: знищити, зламати, переписати тощо. Під час завдань саботажу часто можна отримати необов'язкову ціль: знайти приховані схови. Їх можна виявити за особливим тонким звуком, який зростає з наближенням до схову.
- Убивство — потрібно усунути ворога (боса), неповторного для кожної планети. Зазвичай боси володіють унікальними здібностями та зброєю, що відрізняє їх від звичайних ворогів.
- Шпигунство — потрібно викрасти дані з терміналів під серйозною системою безпеки.

#### Нескінченні завдання
- Видобуток — потрібно захистити видобувачі артефактів від знищення й заряджати їх енергією за допомогою акумуляторів, які випадають з особливих ворогів.
- Виживання — потрібно вціліти протягом певного проміжку часу, відволікаючи ворога на себе, поки інші оперативники тенно займаються виконанням «основної задачі». Під час цього типу завдань ворог вимикає системи життєзабезпечення, і щоби його підтримувати, потрібно або вбивати ворогів і збирати малі капсули життєзабезпечення, або ж протриматися до надсилання великої. Більшість завдань виживання є нескінченними — гравці можуть грати стільки, скільки потримаються.
- Завада підриву — потрібно розблокувати 4 джерела даних за допомогою кольорових ключів, які випадають з особливих ворогів. Після розблокування до джерела попрямує підривник — посилений ворог, якого надзвичайно важко вбити. Тенно мають небагато часу, щоби вистежити підривника за характерним звуком і вбити його до знищення джерела даних.
- Оборона — потрібно захистити ціль від визначеної кількості навал ворогів. Більшість завдань оборони є нескінченними — гравці можуть грати стільки, скільки протримаються.
- Перехоплення — потрібно захопити 4 вежі зв'язку й захистити їх від захоплення ворогами. Після розкодування переданих даних на 100 % потрібно знищити всіх ворогів, що лишилися на мапі.

Існують і інші види завдань, які так чи інакше використовують за основу цілі котроїсь із перерахованих вище. Більшість із них доступні тимчасово, мають особливі умови завершення, вони складніші для виконання, але й дають за проходження рідкісніші нагороди:
- Виклики — складніші тимчасові завдання з особливими нагородами та певними зміненими умовами.
- Вторгнення — потрібно вибрати сторону конфлікту (ґрінери чи Корпус) і послідовно виконати кілька завдань для цієї сторони у визначеному вузлі. Після розв'язання конфлікту тенно отримає вказану нагороду.
- Жахіття — завдання з підвищеною складністю, які мають додаткові складні умови для проходження, але й нагороджують неповторними модифікаторами.
- Кувосмоки — стандартні завдання, але на мапі (зазвичай після виконання головної мети завдання) з'являється особливий пристрій «кувосмок», який періодично притягує до себе куву. Гравцям потрібно обірвати всі його вусики, перш ніж пристрій набере достатньо куви. За виконання цих завдань гравці отримують куву, а також можуть отримати важливі для здобуття певних видів зброї реліквії реквієму.
- Завдання синдикатів — стандартні завдання, під час яких потрібно знайти заховані на рівні символи вибраного синдикату.
- Прориви Порожнечі — стандартні завдання, на які потрібно споряджати реліквію. Під час виконання завдання потрібно вбивати уярмлених ворогів, що з'являються з проривів Порожнечі. Вони можуть лишити по собі реагент. Після зібрання 10 реагентів споряджена реліквія розкриється, і по завершенню завдання гравець отримає її вміст. Корисно проходити загоном, оскільки гравці зможуть обрати вміст реліквій одне одного.
- Вилазка — низка з трьох послідовних завдань з особливими умовами. Після виконання третього завдання гравці отримують нагороду зі списку можливих, серед яких є надзвичайно рідкісні й корисні предмети.
- Архонтові лови — те саме, що вилазка, але третім завданням завжди буде вбивство архонта, яке дає додаткову нагороду — архонтові уламки, що використовуються для посилення характеристик ворфреймів.

### Фракції

#### Тенно
Фракція, за яку ми граємо — тенно. Це каста воїнів із часів давно загиблої й забутої ери орокінів. Після жорстокої Давньої війни вижили лише ті тенно, які перебували в кріосні протягом багатьох століть, перш ніж їх розбудила Лотос (озвучена Ребеккою Форд, менеджером спільноти Digital Extremes). Лотос — таємнича (хоч і доброзичлива) фігура, яка направляє тенно й опікується ними. Тенно відмінно володіють своїми ворфреймами.

#### Ворожі фракції
- Ґрінери — імперія солдатів-клонів, оснащених важкими обладунками, але посереднім озброєнням.
- Корпус — імперія-організація торговців, які володіють слабо захищеними, але добре озброєними роботизованими військами.
- Заражені — представники попередніх двох фракцій, які були заражені техноцитовим вірусом. Майже всі заражені — бійці близького бою.
- Уярмлені — у Порожнечі, окремому підпросторі, у який веде розлом простору, дрейфують рештки орокінської вежі. Охорона безпеки цієї вежі контролює представників попередніх трьох фракцій, які насмілилися ступити в зали вежі.
- Свідомі — раса машин зі штучним інтелектом, які під час стрибка крізь Порожнечу здобули здібності до саморозвитку й згодом отримали «свідомість». Становлять найбільшу загрозу всьому живому в Материнській системі та за її межами.